# Flögeln
Flögeln är en ortsteil i staden Geestland i Landkreis Cuxhaven i förbundslandet Niedersachsen i Tyskland. Flögeln var en kommun fram till 1 januari 2015 när den uppgick i Geestland. Kommunen Flögeln hade 626 invånare 2014.